# Силађу (Тимиш)
Силађу (рум. Silagiu) насеље је у Румунији у жупанији Тимиш у граду Бузјаш. Oпштина се налази на надморској висини од 157 m.

## Прошлост
По "Румунској енциклопедији" место је први пут забележено 1406. године. Године 1717. ту је пописано 60 кућа. Прва црква брвнара грађена је 1720. године. Нови храм од тврдог материјала подигнут је 1835. године и посвећен Вазнесењу Господњем. У село су се досељавали Немци и Мађари половином 19. века, који су развили виноградарство. Под њиховим утицајем већина православних становника се 1863-1864. године поунијатила.
Аустријски царски ревизор Ерлер је 1774. године констатовао да место "Силаш" припада Тамишком округу, Чаковачког дистрикта. Становништво је било претежно влашко. Када је 1797. године пописан православни клир у месту "Силађ" су три свештеника Поповића. Пароси, поп Паун (рукоп. 1770), поп Сава (1796) и поп Георгије (1797) иако имају типична српска имена и презиме знају само румунски језик.

## Становништво
Према подацима из 2002. године у насељу је живело 893 становника, од којих су сви румунске националности.